# Vieille ville de Toruń
La vieille ville de Toruń est le quartier historique le plus ancien de la ville de Toruń. Ce site est inscrit depuis 1997 à la liste du patrimoine mondial en Pologne. D'après l'UNESCO, sa valeur réside dans le fait d'être « une petite ville commerciale historique qui préserve à un degré remarquable ses rues et ses bâtiments dans son état originel, et qui donne une image extrêmement complète du mode de vie médiéval. » La ville médiévale a une superficie de 48 hectares et une zone tampon de 300 hectares. Elle comprend la vieille ville de Toruń, la nouvelle ville de Toruń, et le château de Toruń.

## Histoire
La vieille ville de Toruń fut érigée au XIIIe siècle sur le site de l'ancienne ville marchande slave se trouvant là depuis environ 500 ans, lorsque Toruń a obtenu une Charte de peuplement des chevaliers teutoniques Hermann von Salza et Hermann Balk en 1233,. La ville, initialement composée du secteur vieille ville de Toruń (ou ville médiévale de Toruń) et de son château, se développa en un important centre commercial et fut l'un des principaux membres de la Ligue hanséatique. La ville s'est ainsi développée rapidement dès 1264 vers l'Est et vers le nord de château.
La vieille ville de Toruń est l'un des sites officiels des monuments historiques nationaux depuis le 16 septembre 1994. Sa liste est maintenue par l'Institut national du patrimoine de Pologne (pl) .

## Géographie et monuments

Plan de Toruń, centre historique. La vieille ville en jaune; la nouvelle ville en bleu; le Château entre les deux au sud.

La ville médiévale de Toruń est composée de trois parties : le vieux Toruń à l'ouest, la nouvelle ville à l'est et le château au sud-est.
La vieille ville est organisée autour de la place du marché. Parmi les bâtiments et monuments principaux, on trouve l'hôtel de ville de Toruń, la basilique Saint-Jean-Baptiste et Saint-Jean l'Évangéliste, l'église de l'Assomption de la Vierge Marie et les ruines des remparts de la ville.
Dans la nouvelle ville se trouvent l'église Saint-Nicolas et l'église Saint-John.
Le château de Toruń est situé entre la vieille ville et la nouvelle ville aux limites sud.

## Site du patrimoine mondial de l'UNESCO

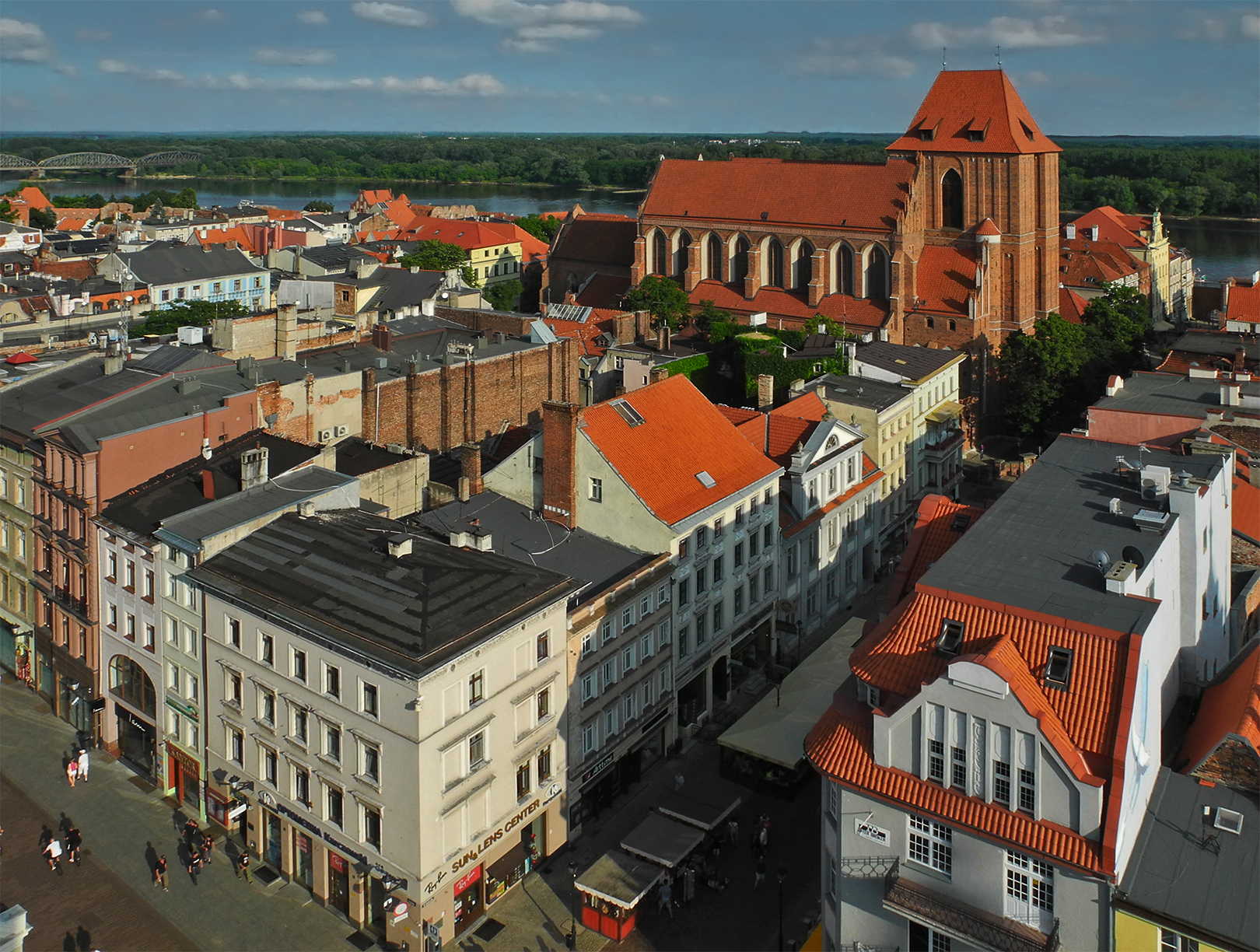
Vieille ville de Toruń, vue de l'hôtel de ville de Toruń.

Le Comité du patrimoine mondial inscrivit ce site au Patrimoine mondial en fonction des critères suivants : 2.Témoigner d'un échange d'influences considérable pendant une période donnée ou dans une aire culturelle déterminée, sur le développement de l'architecture ou de la technologie, des arts monumentaux, de la planification des villes ou de la création de paysages. et 4.Offrir un exemple éminent d'un type de construction ou d'ensemble architectural ou technologique ou de paysage illustrant une ou des périodes significative(s) de l'histoire humaine. Le comité remarque que Toruń un exemple précieux d'« une petite ville commerciale historique qui préserve à un degré remarquable ses rues et ses bâtiments depuis les débuts de la circulation dans son état originel, et qui donne une image extrêmement complète du mode de vie médiéval,. » La disposition spatiale de Toruń est restée pratiquement inchangée depuis le Moyen Âge et constitue ainsi une source précieuse pour l'histoire urbaine de l'Europe médiévale.

### Liens internes

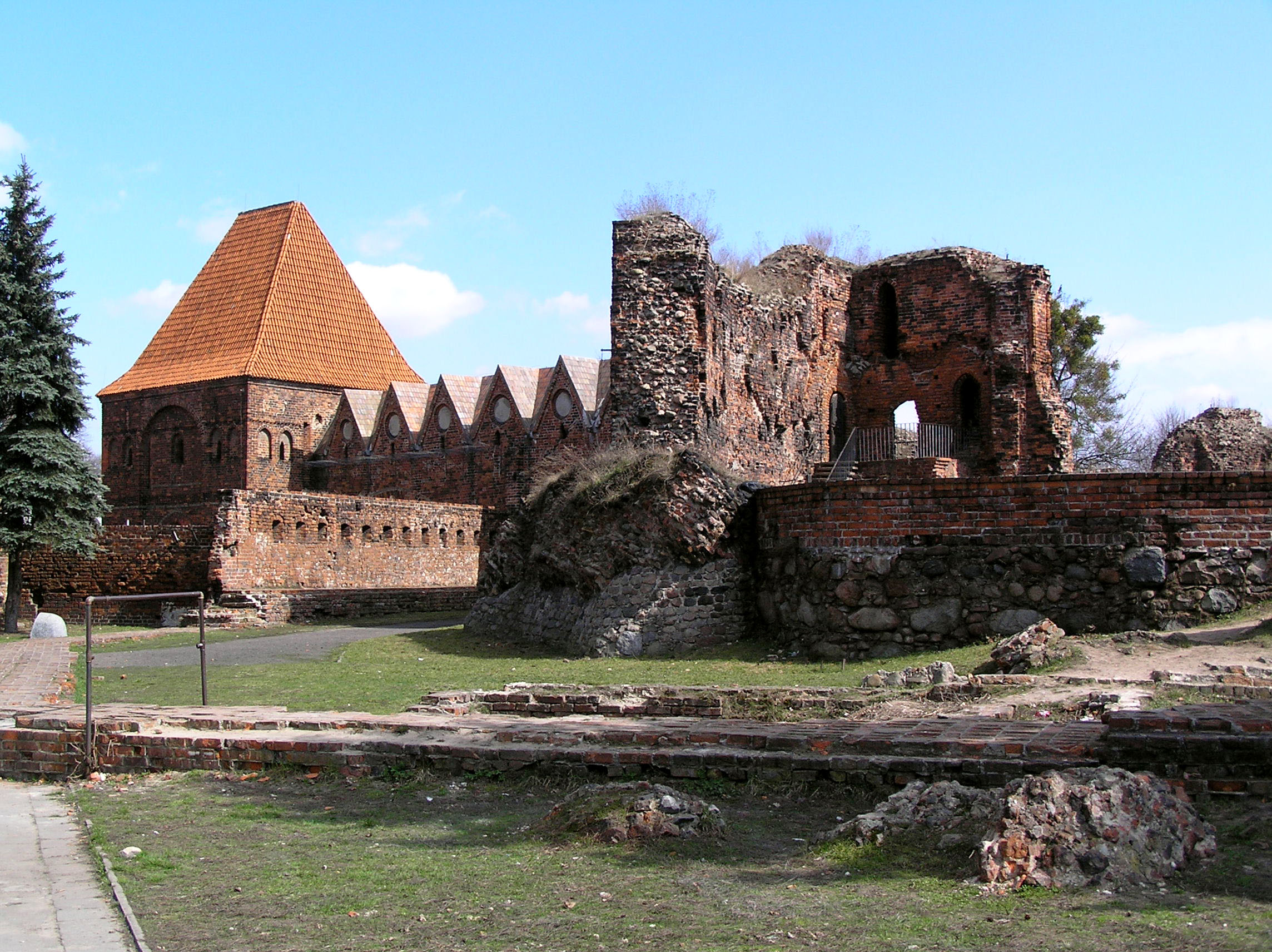
Ruines du château de Toruń